# Chorizopes
Chorizopes là một chi nhện trong họ Araneidae.